# Galium philippinense
Galium philippinense är en måreväxtart som beskrevs av Elmer Drew Merrill. Galium philippinense ingår i släktet måror, och familjen måreväxter.
Artens utbredningsområde är Filippinerna. Inga underarter finns listade i Catalogue of Life.